# Jans van Baarsen

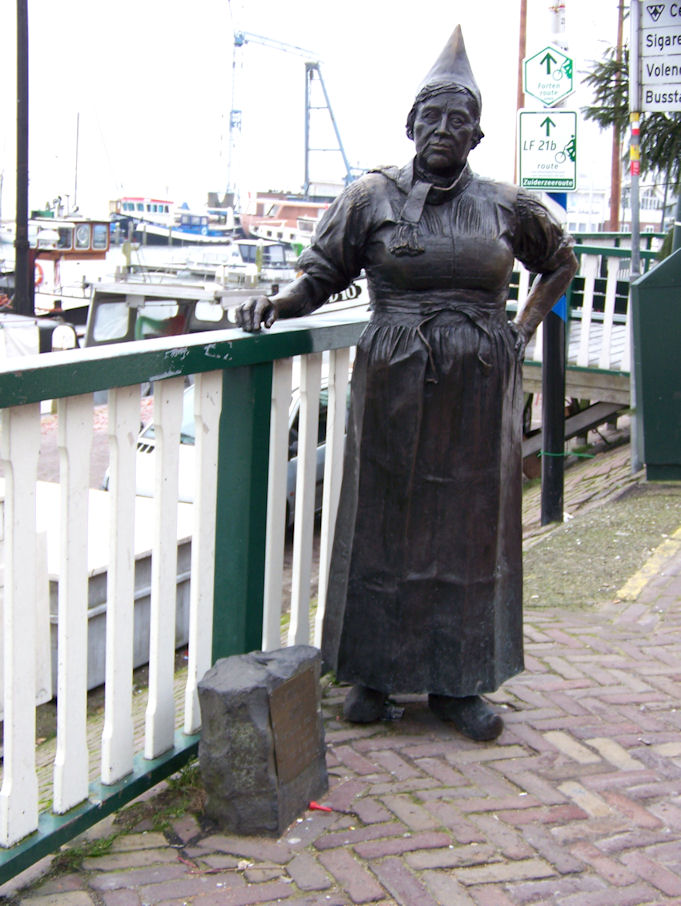
Escultura en Volendam que representa a una mujer con traje tradicional, obra de Jans van Baarsen.

Jans van Baarsen es una escultora neerlandesa, nacida durante el siglo XX que trabaja en los Países Bajos.

## Obras
Es autora de varias esculturas monumentales fundidas en bronce, que adornan espacios públicos de su país natal.